# خوليو سيزار ستراسيرا
خوليو سيزار ستراسيرا (18 سبتمبر 1933 - 27 فبراير 2015) محامي أرجنتيني شغل منصب المدعي العام خلال محاكمة المجلس العسكري في عام 1985. يُذكر ستراسيرا لدوره في محاكمة وإدانة العديد من القادة العسكريين المسؤولين عن قمع واختفاء عدة آلاف من الأشخاص في عهدهم عام 1985، حكم بالإدانة ضد قادة الدكتاتورية الأرجنتينية وصاغ مصطلح “Nunca mas” أو “لن يحدث مرة أخرى أبدًا” لوصف الفترة القمعية

### نشأته
ولد خوليو ستراسيرا في كومودورو ريفادافيا عام 1933. التحق بكلية سان خوسيه المرموقة المدرسة الإعدادية للكلية، وتركها قبل عامين من التخرج، وعاد لإكمال دراسته الثانوية. التحق لاحقًا بجامعة جامعة بوينس آيرس وحصل على دكتوراه في القانون عام 1963. وتم تعيينه أمينًا لمحكمة بوينس آيرس الفيدرالية بعد فترة وجيزة من انقلاب 1976 في الأرجنتين ، وعُين فيما بعد مدعي عامم اتحادي.

## وفاته
توفي خوليو سيزار ستراسيرا، عن عمر يناهز 81 عامًا في عيادة سان كاميلو في بوينس آيرس بسبب مشاكل خطيرة في الجهاز التنفسي.